# Battaglia di Volta Mantovana (1080)
La battaglia di Volta Mantovana si svolse il 15 ottobre 1080 nei pressi di Volta Mantovana nell'ambito della lotta tra Chiesa e Impero nell'XI secolo.
Le milizie dei vescovi-conti (e dell'antipapa Guiberto da Ravenna), fedeli all'imperatore Enrico IV, sconfissero le truppe a difesa di papa Gregorio VII e comandate dalla contessa Matilde di Canossa, forse colpevole agli occhi imperiali di avere donato nel 1079 tutti i suoi beni alla Chiesa e interessata a cacciare da Ravenna l'antipapa Clemente III. Fu la prima, grave sconfitta militare di Matilde.
L'anno seguente Enrico IV scese in Italia e marciò su Roma, ma non riuscì a penetrarvi col proprio esercito fino al 1084. Enrico conquistò tutta la città e il papa Gregorio VII si ritirò in Castel Sant'Angelo.